# Cynodonichthys
Cynodonichthys (Synonym: Vomerivulus Fowler, 1944) ist eine Fischgattung aus der Ordnung der Zahnkärpflinge (Cyprinodontiformes) die in Mittelamerika und dem nordwestlichen Südamerika vorkommt. Das Verbreitungsgebiet reicht vom südlichen Mexiko im Norden bis zum Einzugsbereich des kolumbianischen Rio Magdalena im Süden und dem Maracaibo-See im Südosten. Die Gattung gehörte eine Zeit lang als Untergattung zu Rivulus und bekam erst 2011 den Gattungsrang.

## Merkmale
Cynodonichthys-Arten sind mittelgroße Zahnkarpfen und erreichen in der Regel nur eine Standardlänge von 5 bis 8 cm. Die Flossen sind kurz und in der Regel abgerundet. Die Schwanzflosse ist bei einigen Arten spatenförmig. Die Männchen der meisten Arten zeigen auf dem unteren Rand der Schwanzflosse einen gelben Streifen, der oben einen roten Rand aufweist.
Von Rivulus, Laimosemion, Melanorivulus und Atlantirivulus unterscheidet sich Cynodonichthys durch einen blauen Fleck auf dem Kiemendeckel der Männchen, der den Männchen der anderen Gattungen fehlt. Von Rivulus unterscheidet sich Cynodonichthys zusätzlich durch die nur basale Beschuppung der Schwanzflosse (bei Rivulus ist die gesamte rumpfseitige Hälfte der Schwanzflosse beschuppt), drei Neuromasten auf den vorderer Überaugenknochen (Supraorbitalia) (vier bei Rivulus), dem Fehlen eines schwarzen runden Flecks mit weißem Rand im vorderen und oberen Bereich des Schwanzstiels und eines blauen Flecks an der Basis der Brustflossen der Männchen (vorhanden bei Rivulus), die durch eine mittige Lücke voneinander getrennte dorsale und ventrale Hypuralia (verschmolzen bei Rivulus), die gut entwickelten Neuralbögen der Schwanzwirbel (rudimentär bei Rivulus) und durch eine bezahnte vierte Ceratobranchiale (“unterer Schlundkiefer”) (unbezahnt bei Rivulus).

## Lebensraum
Cynodonichthys-Arten kommen in Flüssen und Seen von Meeresspiegelhöhe bis in Höhen von 1500 Metern vor. Ihren Lebensraum teilen sie für gewöhnlich mit Lebendgebärende Zahnkarpfen (Poeciliidae).

## Arten
Die Gattung Cynodonichthys umfasst folgende 29 Arten. Diese Arten lassen sich in 4 Artenkomplexe unterteilen.
- glaucus-Komplex
  - Cynodonichthys glaucus (Bussing, 1980)
  - Cynodonichthys siegfriedi (Bussing, 1980)
  - Cynodonichthys uroflammeus (Bussing, 1980)
- hildebrandi-Komplex
  - Cynodonichthys hildebrandi (Myers, 1927)
- elegans-Komplex
  - Cynodonichthys azurescens (Vermeulen, 2013)
  - Cynodonichthys boehlkei (Huber & Fels, 1985)
  - Cynodonichthys chucunaque (Breder, 1925)
  - Cynodonichthys elegans (Steindachner, 1880)
  - Cynodonichthys leucurus (Fowler, 1944)
  - Cynodonichthys magdalenae (Eigenmann & Henn, 1916)
  - Cynodonichthys pivijay (Vermeulen, 2013)
  - Cynodonichthys ribesrubrum (Vermeulen, 2013)
  - Cynodonichthys xi (Vermeulen, 2013)
- tenuis-Komplex
  - Cynodonichthys birkhahni (Berkenkamp & Etzel, 1992)
  - Cynodonichthys brunneus (Meek & Hildebrand, 1913)
  - Cynodonichthys degreefi (Collier, 2016)
  - Cynodonichthys frommi (Berkenkamp & Etzel, 1993)
  - Cynodonichthys fuscolineatus (Bussing, 1980)
  - Cynodonichthys godmani (Regan, 1907)
  - Cynodonichthys isthmensis (Garman, 1895)
  - Cynodonichthys kuelpmanni (Berkenkamp & Etzel, 1993)
  - Cynodonichthys monikae (Berkenkamp & Etzel, 1995)
  - Cynodonichthys montium (Hildebrand, 1938)
  - Cynodonichthys myersi (Hubbs, 1936)
  - Cynodonichthys rubripunctatus (Bussing, 1980)
  - Cynodonichthys tenuis (Meek, 1904), Typusart
  - Cynodonichthys villwocki (Berkenkamp & Etzel, 1997)
  - Cynodonichthys wassmanni (Berkenkamp & Etzel, 1999)
  - Cynodonichthys weberi (Huber, 1992)